# Otfried Preussler
Otfried Preussler, född 20 oktober 1923 i Liberec (dåvarande Reichenberg), Tjeckien, död 18 februari 2013 i Prien am Chiemsee, Bayern, var en tysk författare av barn- och ungdomslitteratur.
Preussler skrev även boken Die Kleine Hexe som låg till grund för filmen Den lilla häxan, som visades som tv-serie på SVT 1986, med flera reprisomgångar därefter, bland annat som sommarlovsprogram 1989.